# Грамоти на император Василий II за правата на Охридската архиепископия
Грамотите на Василий II за правата на Охридската архиепископия са 3 сигилия, подпечатани с императорски моливдовул, които са издадени от византийската императорска канцелария в годините непосредствено след падането на Първото българско царство под византийска власт. С тях император Василий II Българоубиец потвърждава правата и границите на Охридската архиепископия, като наследник на низвергнатата Българска патриаршия.

## Ръкописи
Грамотите са запазени не в първоначалния си вид, а като част от издадено от Михаил VIII Палеолог през 1272 г. „Императорско писмо, описващо окръзите (ἱεροκὐκλια) на Пресветата Велика Църква на Първа Юстиниана и цяла България, Сърбия и прочие“. Самото това писмо също е запазено не в оригинал, а в два преписа, включени в ръкописни книги от ХVI в. Първият от тях е наречен йерусалимски (понеже е принадлежал по-рано на Божигробския метох в Цариград), а вторият – синайски (открит в Синайския манастир "Св. Екатерина").

## Изследване и публикации
От трите грамоти на Василий II точно датирана е единствено втората – от 1020 г. Обикновено се приема, че първата грамота е написана една година по-рано от втората – през 1018 – 1019 г., а третата датира някъде между 1020 и 1025 г.

### Издания
Съвременно научно издание на грамотите е направено през 1911 г. от руския византинист В. Н. Бенешевич, който ги публикува въз основа на синайския ръкопис, сравнен и с йерусалимския.

### Издания на български език
Грамотите на Василий II са важен източник за статута на българските земи и църква непосредствено след падането им под византийска власт. Поради това те предизвикват интереса на българските просвещенци и историци още от Възраждането.
Първи български изследовател е Марин Дринов, който прави първия превод на български език и през 1873 г. публикува грамотите в списанието на Българското книжовно дружество (сега БАН). Нов превод и детайлно научно изследване е публикувано през 1924 г. от Иван Снегаров. През 1931 г. Йордан Иванов публикува превод на български според изданието на Бенешевич в „Български старини из Македония“. Същият превод се използва и в многотомното издание „Гръцки извори за българската история“ (ГИБИ).

## Грамота от 1018 – 1019 г.
| „ | Много и големи са добрините, с които човеколюбивият Бог е дарявал през различни времена на нашето царство и които надминават всякакъв брой; а най-голямата от всички е, че ромейската държава се разшири и че държавата на българите мина под един ярем [с нея]. Прочее вследствие на това ние утвърдихме преблагочестивия монах Йоан да бъде архиепископ на България и да управлява делата, отнасящи се до архиепископията. И понеже той поиска писмено да му се определят клириците и париците, задължени да работят за църквите на неговата епархия, както и на подчинените му епископи, дадохме му настоящия сигилий на нашето царство, с който заповядваме: Самият архиепископ да има в градовете на своята епархия т.е. в Охрид, Преспа, Мокро и Кичево 40 клирици и 30 парици. Епископът на Костур да има в градовете на своята епархия, т.е. в самия Костур, в Корешча, Колоня, Девол, Воюса и Мор 40 клирици и 30 парици. Ако и по-рано той да е имал повече може би, но ние не искахме неговите клирици и парици да надминават по число тези на архиепископа. И епископът на Главница заповядваме да има в самата Главница и в Канина и Неаниска 40 клирици и 40 парици. И епископът на Мъглен да има в самия Мъглен, в Просек, Морихово, Сетина, Острово и Заодрия 15 клирици и 15 парици. И епископът на Битоля да има в Пелагония, Прилеп, Дебреще и Велес 15 клирици и 15 парици. И епископът на Струмица да има в самата Струмица, в Радовище и Конче 12 клирици и 12 парици. И епископът на Моровизд да има в самия Моровизд и в Козяк, Славице, Злетово, Луковица, Пиянец, Малешево 15 клирици и 15 парици. И епископът на Велбъжд да има в самия Велбъжд и в Сатеска, Германия, Теример, Стоб, Долна Сътеска и Разлог 15 клирици и 15 парици. И еписопът на Триадица заповядваме да има в самата Триадица и в Перник, Суково и Свеняп 40 клирици и 40 парици. И епископът на Ниш да има в самия Ниш и в Мокро, Компъл, Топлица, Свелигово 40 клирици и 40 парици. И епископът на Браница да има в Браница, Моровиск, Смедерево, Грота, Висиск, Истриаланга и Бродариск 15 клирици и 15 парици. И епископът на Белград да има в самия Белград и в Градец, Омц, Главентин и в Бела църква 40 клирици и 40 парици. И епископът на Срем заповядваме да има в цялата си епархия 15 клирици и 15 парици. И епископът на Скопие да има в самото Скопие и във Винец, Прямор, Луково и Принип 40 клирици и 40 парици. И епископът на Приздриана да има в самата Приздриана и в Хостно, Лясковец, Врат 15 клирици и 15 парици. И епископът на Липениеон да има в цялата си епархия 15 клирици и 15 парици. И епископът на Сервия да има в цялата си епархия 30 клирици и 30 парици. Всички тия клирици да са свободни от икомодион и от другите епирии, както се освобождаваха и при Самуил. Поради това и за сведение на императорите, които ще царуват след нас, съставихме тоя сигилий и го дадохме на архиепископа, като го подпечатохме с нашия царски моливдовул. | “ |

## Грамота от 1020 г.
| „ | Тъй като след издаването на тоя сигилий за обсега на всяка българска епископия, пресветият архиепископ на България поиска царство ни да издаде и друг сигилий относно останалите негови епископства, неизброени в първия сигилий, и относно другите подвластни нему епископства, защото съседните митрополити ги били заграбили от българската област и си ги били присвоили, и понеже царство ни не благоволява да допусне никого от тия или от техните люде да престъпи и крачка навътре в пределите на българската област, затова постановяваме, щото и сегашният пресвети архиепископ да притежава и управлява всичките български епископства както и всички други градове, които бяха под властта на цар Петър и Самуил и се държеха и от тогавашните архиепископи. Защото не без кръв, не без труд и пот, а с многогодишна упоритост и с божия помощ тая страна ни се подари в подчинение от Бога, чиято благост явно ни помагаше, съединявайки в едно разделените части и туряйки под един ярем границите, без в нищо да се нарушат наредбите, добре установени от царствуващите преди нас. Защото, ако и да станахме обладател на страната, все пак запазихме непокътнати нейните права, като ги потвърдихме с наши хрисовули и сигилии. Постановяваме също сегашният пресвети архиепископ на България да има толкова голяма епархия, каквато и колкото голяма е била при цар Петър, и да владее и управлява всички епископства на България, т.е. не само ония, които бяха споменати в първия сигилий, но и тия, които са били пропуснати и непосочени заедно с другите и които чрез настоящия сигилий се обявяват и дават поименно. И на тях както и на останалите подаряваме клирици и парици. Прочее, заповядваме, щото епископът на Дристра да има в своята епархия и в другите градове около нея 40 клирици и 40 парици. Защото на царуването на Петър в България тая [епархия] е блестяла с архиепископско достойнство, а след това архиепископите ѝ са се преместили от едно място на друго, единият в Триадица, другият във Воден и Мъглен, и след това ние намерихме сегашният архиепископ в Охрид. Затова [заповядваме] самият Охрид да има архиепископ, а за Дристра да бъде ръкополаган епископ. Епископът на Водин да има в градоветена епархията си 40 клирици и 40 парици, защото тая епархия беше за мен най-полезна и предана и ми отвори достъпите на прекия път за страната, та трябваше тя във всеки случай да получи по-голяма награда и непременно да бъде издигната над най-добрите. Но за да не се постави над [епархията на] архиепископа, дадохме ѝ равно число клирици и парици с тая на архиепископа, като увеличихме архиепископските 70 с още 10 души. И заповядваме епископът на Раса да има в цялата си епархия 15 клирици и 15 парици. И заповядваме епископът на Орея да има в цялата си епархия 12 клирици и 12 парици. И епископът на Черник заповядваме да има в цялата си епархия 15 клирици и 15 парици. И епископът на Химара заповядваме да има в цялата си епархия 12 клирици и 12 парици. А на митрополията на Дирахиум заповядваме да остане само на своя престол, да се задоволява от своите имоти и доходи и да не встъпва в епископиите на България, тъй като тях ги утвърдихме за архиепископа на България, който ги е имал още от старо време. Защото ние не нарушаваме нищо от това, което е било отредено от по-рано за архиепископията на България.. Обаче, ако нещо е станало неясно, ние чрез настоящия наш сигилий го изясняваме и повторно потвърждаваме, за да се пази ненарушено и неизменно всичко, което принадлежи от старо време на архиепископията. И самият митрополит, и другите в българските епископии да не роптаят, а да се задоволят с това, що е тяхно и утвърденото старо време, и винаги и неизменно да се ограничават в своето владение. Заповядваме епископът на Дринопол да има в цялата си епархия 15 клирици и 15 парици. И епископът.....заповядваме да има в цялата си епархия 15 клирици и 15 парици. И епископът на Вотрот заповядваме да има в цялата си епархия 12 клирици и 12 парици. А епископът на Янина заповядваме да има в цялата си епархия 15 клирици и 15 парици. И епископът на Козел заповядваме да има в цялата си епархия 15 клирици и 15 парици. И епископът на Петра заповядваме да има в цялата си епархия 12 клирици и 12 парици. И епископът на Риги заповядваме да има в цялата си епархия 15 клирици и 15 парици. Постановяваме пресветият архиепископ на България да владее не само изложените, но ако има и други, които се намират в българските предели и поради забравяне е пропуснато да бъдат споменати, заповядваме той да владее и управлява и тях. И каквито други градове да са пропуснати да бъдат споменати в грамотите на царство ми, да ги владее всички същият пресвети архиепископ и да събира от всички тях каноникон, както и от власите по цяла България и от турците около Вардар, доколкото се намират в българските предели. И всички стратези в България и останалите служители и архонти да го почитат много и да слушат думата и наставленията му, да не се намесват в делата нито на български манастир, нито на църква, нито в каквато и да е изобщо църковна работа, и да не се бъркат нито нему, нито на подчинените му пребогулюбовни епископи и да не им пречат, за да не си навлекат подобни хора големия и безмилостен гняв на царство ми. Поради това и за сведение на царете след нас ние съставихме този сигилий и го дадохме на пресветия архиепископ, като го подпечатахме с моливдовула на царство ни в месец май, индикт 3, година 6528. | “ |

## Трета грамота, между 1020 – 1025 г.
| „ | Настоящият сигилий на царство ми ни се даде на пресветата архиепископия на България, за да обладава тя безпрепятствено следните епископи, именно на Сервия, на Стаг и на Верия, защото те лежат в българските предели. С настоящия наш сигилий ние причислихме и тях към останалите епископства на архиепископията на България и решихме да надарим и тях с клирици и парици. На епископа прочее на Стаг 12 парици и клирици. На верийския 30 клирици и 30 парици. А на Сервийската епископия се даде в първата грамота; и тям на епископите да не се пречи. | “ |